# 会いたい、会いたい、会えない。
『会いたい、会いたい、会えない。』（あいたい、あいたい、あえない。）は、日本の男性アイドルデュオ・KinKi Kids40枚目のシングルCD。2018年12月19日にジャニーズ・エンタテイメントで発売。

## 解説
2018年1月の『Topaz Love/DESTINY』以来、11か月ぶりのシングル。2017年7月にリリースした「The Red Light」に続いて久保田利伸と再びタッグを組んだミディアムバラード。前作同様に初回限定盤A、初回限定盤B、通常盤の3種類で発売され、それぞれ収録曲が異なる。初回盤A・BにはDVDが同封されており、初回盤AのDVDには『会いたい、会いたい、会えない。』のミュージックビデオ、初回盤BのDVDには『会いたい、会いたい、会えない。』のライブバージョンが収録されている。
またCM告知のナレーションは遠藤憲一が担当。

## チャート成績
初週18.0万枚を売り上げ、12月31日付オリコン週間シングルランキングで初登場1位を獲得。シングル1位獲得連続年数は23年連続、デビューからのシングル連続1位獲得作品数を40作連続に更新した。

## 収録曲

### 初回盤A

#### CD
1. 会いたい、会いたい、会えない。
（作詞：久保田利伸・森大輔 / 作曲：久保田利伸 / 編曲：CHOKKAKU / コーラスアレンジ：森大輔）
堂本剛・堂本光一出演の[6]リブートのジュエリーブランド『Bijoude』CMソング。
出版社：ブライト・ノート・ミュージック
2. 会いたい、会いたい、会えない。 - Backing Track -

#### DVD
1. ｢会いたい、会いたい、会えない。｣ - Music Clip-

### 初回盤B

#### CD
1. 会いたい、会いたい、会えない。
2. SNOW TEARS
（作詞：EMI K.Lynn / 作曲：Andreas Stone Johansson、Denniz Jamm、Peter Boyes、STEVEN LEE / 編曲：安部潤）
出版社：ANDREAS STONE MUSIC 302、HYBRID MUSIC UK 302、STUDIO NES (A) 302&ブライト・ノート・ミュージック（サブ出版社：ユニバーサル・ミュージック・パブリッシング Synch事業部、日音 Synch事業部&ブライト・ノート・ミュージック）

#### DVD
1. ｢会いたい、会いたい、会えない。｣ -Live Music Clip-

### 通常盤
1. 会いたい、会いたい、会えない。
2. Give me your love
（作詞：Komei Kobayashi / 作曲：Nicklas Eklund、Koos Kamerling / 編曲：Nicklas Eklund）
出版社：STARLAB PUBLISHING 301&ブライト・ノート・ミュージック（サブ出版社：日音 Synch事業部 & ブライト・ノート・ミュージック）
3. 名もなき未来
（作詞：Satomi  / 作曲：Shusui、Josef Melin / 編曲：十川ともじ / コーラスアレンジ：Ko-saku）
出版社：MELLE MUSIC 301&ブライト・ノート・ミュージック（サブ出版社：日音 Synch事業部&ブライト・ノート・ミュージック）

## 楽曲の収録アルバム
- 会いたい、会いたい、会えない。
  - O album
- SNOW TEARS

（アルバム未収録）
- Give me your love

（アルバム未収録）
- 名もなき未来

（アルバム未収録）

## 映像作品
- Give me your love
  - KinKi Kids Concert Tour 2019-2020 ThanKs 2 YOU
- SNOW TEARS
  - KinKi Kids Concert 2023-2024 〜Promise Place〜